# Troglodytes rufulus
Troglodytes rufulus е вид птица от семейство Troglodytidae.

## Разпространение
Видът е разпространен в Бразилия, Венецуела и Гвиана.